# جونسون لين
جونسون لين (بالإنجليزية: Johnson Lane)‏ هو مكان مخصص للتعداد في مقاطعة دوغلاس في ولاية نيفادا في الولايات المتحدة. وهي تقع في الجانب الجنوبي من منطقة كارسون سيتي الحضرية. بلغ عدد السكان 6,490 نسمة في تعداد عام 2010.

## التركيبة السكانية
حدّد مكتب تعداد الولايات المتحدة بيانات التركيبة السكانية لجونسون لين في تعداد الولايات المتحدة. في ما يلي، التركيبة السكانية حسب تعدادي 2000 و2010.

### تعداد عام 2000
بلغ عدد سكان جونسون لين 4,837 نسمة بحسب تعداد عام 2000، وبلغ عدد الأسر 1,786 أسرة وعدد العائلات 1,497 عائلة مقيمة في المنطقة السكنية. في حين سجلت الكثافة السكانية 85.3 نسمة لكل كيلومتر مربع (220.9/ميل2). وبلغ عدد الوحدات السكنية 1,829 وحدة بمتوسط كثافة قدره 32.3 لكل كيلومتر مربع (83.7/ميل2).
وتوزع التركيب العرقي للمنطقة السكنية بنسبة 95.29% من البيض و0.12% من الأمريكيين الأفارقة و0.76% من الأمريكيين الأصليين و0.91% من الأمريكيين ذوي الأصول الآسيوية و0.08% من سكان جزر المحيط الهادئ و0.64% من الأعراق الأخرى و2.19% من عرقين مختلطين أو أكثر و4.38% من الهسبانيون أو اللاتينيون من أي عرق.
بلغ عدد الأسر 1,786 أسرة كانت نسبة 36.3% منها لديها أطفال تحت سن الثامنة عشر تعيش معهم، وبلغت نسبة الأزواج القاطنين مع بعضهم البعض 75.1% من أصل المجموع الكلي للأسر، ونسبة 5.3% من الأسر كان لديها معيلات من الإناث دون وجود شريك، بينما كانت نسبة 3.4% من الأسر لديها معيلون من الذكور دون وجود شريكة وكانت نسبة 16.2% من غير العائلات. تألفت نسبة 11.5% من أصل جميع الأسر من عدة أفراد يعيشون في نفس المنزل ونسبة 3.1% كانت تتألف من شخص يعيش بمفرده يبلغ من العمر 65 عاماً أو أكثر. وبلغ متوسط حجم الأسرة المعيشية 2.71، أما متوسط حجم العائلات فبلغ 2.91.
بلغ العمر الوسطي للسكان 43.0 عاماً. وكانت نسبة 24.5% من القاطنين تحت سن الثامنة عشر، وكانت نسبة 4.7% بين الثامنة عشر والرابعة والعشرين عاماً، ونسبة 25.6% كانت واقعةً في الفئة العمرية ما بين الخامسة والعشرين والرابعة والأربعين عاماً، ونسبة 32.1% كانت ما بين الخامسة والأربعين والرابعة والستين، ونسبة 13% كانت ضمن فئة الخامسة والستين عاماً فما فوق. يوجد لكل 100 أنثى 99.7 ذكر، ويوجد لكل 100 أنثى في الثامنة عشر من عمرها فما فوق 99.6 ذكر.
بلغ متوسط دخل الأسرة في المنطقة السكنية 59,130 دولارًا، أما متوسط دخل العائلة فبلغ 60,918 دولارًا. وكان متوسط دخل الذكور 46,329 دولارًا مقابل 29,907 دولارًا للإناث. وسجل دخل الفرد الخاص بالمنطقة السكنية 24,247 دولارًا. وكانت نسبة 4.3% من العائلات ونسبة 6.1% من السكان تحت خط الفقر، وكان من هؤلاء نسبة 6.9% تحت سن الثامنة عشر ونسبة 5.1% في الخامسة والستين من العمر وما فوق.

### تعداد عام 2010
بلغ عدد سكان جونسون لين 6,490 نسمة بحسب تعداد عام 2010، وبلغ عدد الأسر 2,514 أسرة وعدد العائلات 2,050 عائلة مقيمة في المنطقة السكنية. في حين سجلت الكثافة السكانية 114.5 نسمة لكل كيلومتر مربع (296.6/ميل2). وبلغ عدد الوحدات السكنية 2,643 وحدة بمتوسط كثافة قدره 46.6 لكل كيلومتر مربع (120.7/ميل2).
وتوزع التركيب العرقي للمنطقة السكنية بنسبة 93.84% من البيض و0.31% من الأمريكيين الأفارقة و0.76% من الأمريكيين الأصليين و1.16% من الأمريكيين ذوي الأصول الآسيوية و0.03% من سكان جزر المحيط الهادئ و1.46% من الأعراق الأخرى و2.45% من عرقين مختلطين أو أكثر و6.50% من الهسبانيون أو اللاتينيون من أي عرق.
بلغ عدد الأسر 2,514 أسرة كانت نسبة 29.8% منها لديها أطفال تحت سن الثامنة عشر تعيش معهم، وبلغت نسبة الأزواج القاطنين مع بعضهم البعض 72% من أصل المجموع الكلي للأسر، ونسبة 6.5% من الأسر كان لديها معيلات من الإناث دون وجود شريك، بينما كانت نسبة 3% من الأسر لديها معيلون من الذكور دون وجود شريكة وكانت نسبة 18.5% من غير العائلات. تألفت نسبة 14.1% من أصل جميع الأسر من عدة أفراد يعيشون في نفس المنزل ونسبة 7% كانت تتألف من شخص يعيش بمفرده يبلغ من العمر 65 عاماً أو أكثر. وبلغ متوسط حجم الأسرة المعيشية 2.58، أما متوسط حجم العائلات فبلغ 2.83.
بلغ العمر الوسطي للسكان 49.4 عاماً. وكانت نسبة 21.2% من القاطنين تحت سن الثامنة عشر، وكانت نسبة 4.5% بين الثامنة عشر والرابعة والعشرين عاماً، ونسبة 17.1% كانت واقعةً في الفئة العمرية ما بين الخامسة والعشرين والرابعة والأربعين عاماً، ونسبة 36.4% كانت ما بين الخامسة والأربعين والرابعة والستين، ونسبة 20.8% كانت ضمن فئة الخامسة والستين عاماً فما فوق. وتوزع التركيب الجنسي للسكان بنسبة 49.7% ذكور و50.3% إناث.